# Mutual Film Corporation

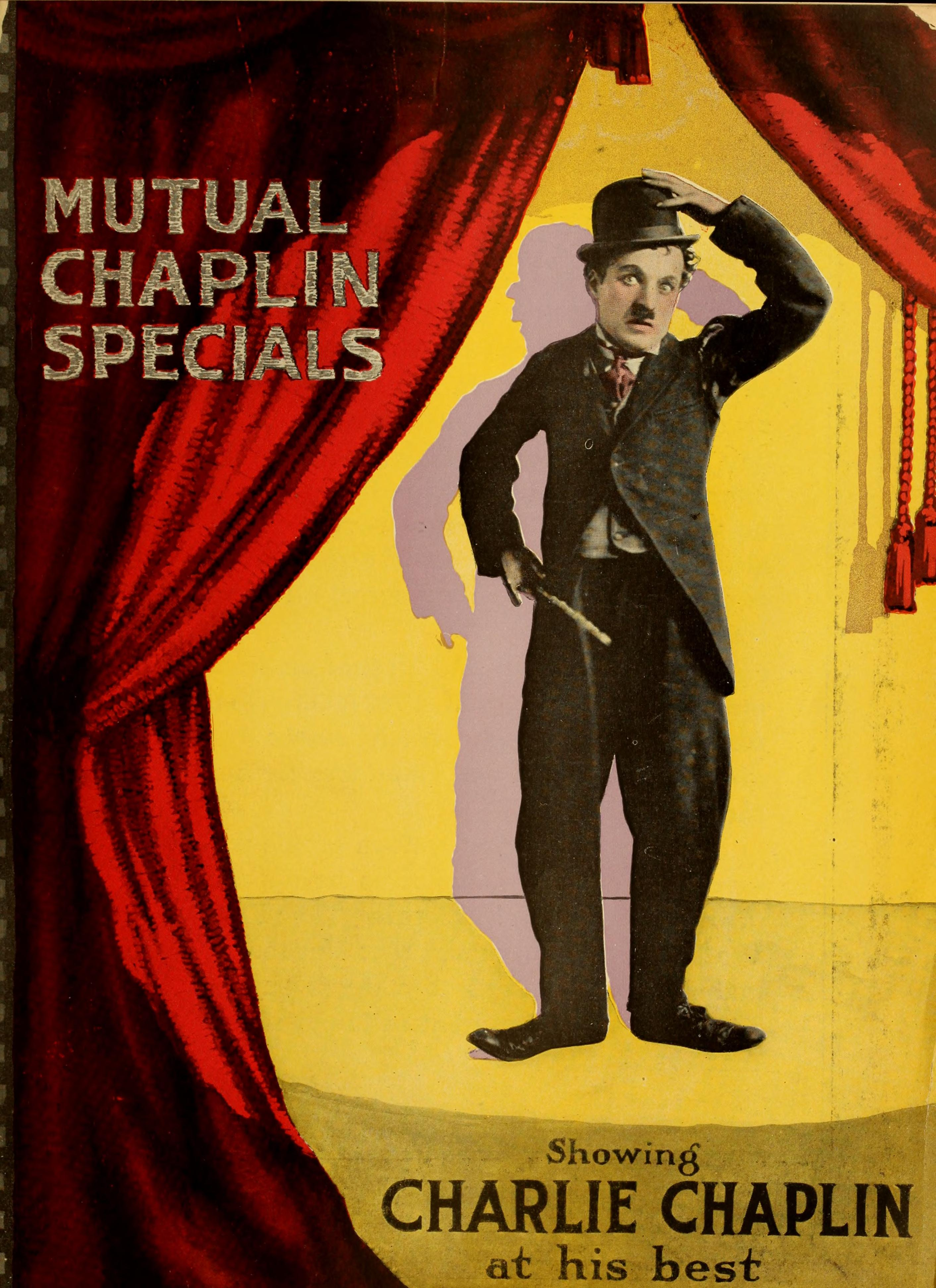
Anúncio (1916)

Mutual Film Corporation foi um estúdio de cinema estadunidense que atuou como distribuidor de filmes no início da indústria cinematográfica, apresentando posteriormente incursões na produção cinematográfica. Atualmente tem sido mais lembrado por ter produzido algumas das grandes comédias de Charlie Chaplin.

## História
Sua origem remonta à anterior Western Film Exchange, fundada em Milwaukee, Wisconsin por John R. Freuler (1872-1958), Harry E. Aitken (1877-1956) e Roy Aitken (1882-1976) em julho de 1906.
Em 1910, John R. Freuler formaria uma parceria com Samuel S. Hutchinson, o distribuidor de filmes da American Film Manufacturing Company, de Chicago.
Em março de 1912, a companhia adquiriu a Thanhouser Company, nomeando Charles J. Hite, que era parceiro de Hutchinson em Chicago, e adquiriu algumas ações do estúdio, ajudando a compra da Thanhouser. Ele se tornou presidente da companhia, que foi renomeada Mutual Film Corporation. Hite morreu em 1914.
Ao longo de 1912, portanto, a empresa se organizou como um sistema de distribuição independente, para funcionar numa maneira semelhante à General Film Company.
Harry Aitken, então o presidente da Mutual e John R. Freuler, o vice-presidente, obtiveram o apoio dos financistas Crawford Livingston e Otto Kahn (da Kuhn, Loeb and Company, de Nova Iorque) no empreendimento. Unidades auxiliares foram incluídas aos poucos, tais como as Comédias do Keystone (em 1912, Adam Kessel e Baumann formaram a Keystone Film Company, com Mack Sennett, para produzir filmes para a Mutual).
Em 1911, Aitken havia fundado a Majestic Studios, com Thomas Cochrane como gerente geral e Mary Pickford e Owen Moore como astros. No mesmo ano, Aitken comprou a Reliance de Charles  O. Baumann, e em outubro de 1913, a Mutual contratou D. W. Griffith como encarregado dos estúdios Reliance e Majestic, formando o Reliance-Majestic Studios através da parceria de Harry Aitkens com D. W. Griffith e a New York Motion Picture Company. Em seguida, o cameraman de Griffith, Billy Bitzer, juntamente com os diretores Edward Dillon e Christy Cabanne, o ator Courtenay Foote e o roteirista Frank Woods, entraram para a Mutual, e Griffith logo se estabeleceu com sua companhia num estúdio na Sunset Boulevard em Hollywood. Os filmes de Griffith eram então chamados “Reliance-Majestic Studios|Fine-Arts Productions]]”, e no final de 1913 foi formada a “Continental Feature Film Company”, subsidiária da Mutual, para distribuir os filmes realizados pela Reliance.
Em 1915, os trabalhadores do Keystone Studios, da Kay Bee Studios (um subsidiário do New York Motion Picture Company) e da Reliance-Majestic Studio deixaram a Mutual, juntamente com os irmãos Aitken, para formar a Triangle Film Corporation. Agora, como proprietários do antigo estúdio Reliance Majestic Studio, em 1917 o conglomerado passou a operar como distribuidor para quatro estúdios na Califórnia, três dos quais na área de Los Angeles e outro em Santa Bárbara. Eram eles Signal Film Corporation, Vogue Films, Inc., Lone Star Film Company e American Film Company. Vogue Films operava um estúdio no Santa Monica Boulevard e Gower street, em Los Angeles, produzindo comédias de duas bobinas.
A Mutual Film Corporation entrou na “produção de cinema” por volta de 1917.

## Liberdade de expressão
Em 1915, a Suprema Corte dos Estados Unidos determinou no caso que ficou conhecido como “Mutual Film Corporation v. Industrial Commission of Ohio”, que “imagens em movimento” eram uma forma de negócio, não uma forma de arte e, portanto, não eram cobertos pela primeira emenda da Constituição dos Estados Unidos. Logo após esta decisão, as cidades começaram a passar ordens proibindo a exposição pública de filmes imorais. Esta decisão permaneceu em vigor até o caso “Joseph Burstyn, Inc v. Wilson”, em 1952, que declarou que “o filme era um legítimo meio artístico com proteções de liberdade de expressão”.

## Charlie Chaplin

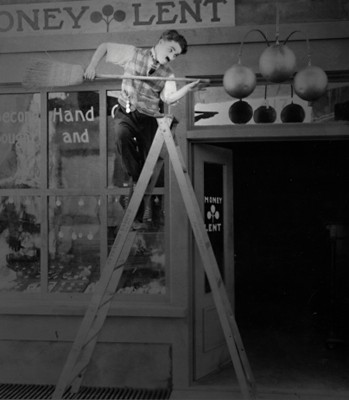
”The Pawnshop”, 6º filme de Chaplin produzido na Mutual (1916).

Em 1916, Charlie Chaplin tornou-se o artista mais bem pago do mundo, quando assinou contrato com a Mutual para um salário de $670.000 por ano. A Mutual construiu um estúdio próprio para Chaplin, a Lone Star Film Company, e lhe ofereceu total liberdade para fazer doze filmes de duas bobinas durante este período de doze meses. Esse período de produção de filmes de Chaplin tem sido reconhecido como o mais inventivo e libertador de sua carreira, embora ele se preocupasse com o fato de os filmes produzidos serem cada vez mais estereotipados durante a duração do seu contrato. Os filmes de Chaplin dessa época se tornaram todos clássicos.
Os filmes de Chaplin produzidos para a Mutual foram, em ordem de produção:
- The Floorwalker, 1916
- The Fireman, 1916
- The Vagabond, 1916
- One A.M., 1916
- The Count, 1916
- The Pawnshop, 1916
- Behind the Screen, 1916
- The Rink, 1916
- Easy Street, 1917
- The Cure, 1917
- The Immigrant, 1917
- The Adventurer, 1917

Durante 1916 e 1917, a Lone Star Film Company teve Charlie Chaplin em seu estúdio na 1025, Lillian Way, em Hollywood, tendo produzido os 12 filmes e encerrado suas atividades em 1917, quando Chaplin foi para a First National.
Em 1919, Chaplin fundaria, com D. W. Griffith, Mary Pickford e Douglas Fairbanks, a United Artists.

## Pancho Villa
Em janeiro de 1914, a Mutual fez um acordo com Pancho Villa, adquirindo sua  permissão e cooperação para a filmagem das batalhas da Guerra do México. De acordo com Terry Ramsaye, “Villa retardava o início das hostilidades, até que os cameramen da Mutual estivessem prontos para rodar, lutava durante o dia e não à noite para propiciar uma boa filmagem, e se certificava de que a sua imagem estivesse sempre em destaque  no filme”. Mais tarde, a Mutual usou algumas das cenas no filme de ficção “The Life of General Villa”, estrelado e co-dirigido por Raoul Walsh.

## Distribuição
A Mutual distribuiu filmes produzidos pelos seguintes estúdios:
- American Film Manufacturing Company, Incorporated (1915)
- American Film Company (1918)
- Crystal Photoplays Corporation (1915)
- Empire All Star Corporation (1917)
- Gail Kane Productions (1918)
- Gaumont Company (1915-1916)
- Haworth Pictures Corporation (1918)
- Keystone Film Company (1912-1915)
- Komic Company (1914-1915)
- Majestic Motion Picture Company (1912-1915)
- Reliance Motion Picture Corporation (1913-1915)
- Signal Film Corporation (1915-1917)
- Thanhouser Film Corporation (1913-1915)
- Vogue Motion Picture Company (1915-1917)
- William Russell Productions, Incorporated (1918),

Distribuiu, também, os nomes de marca "Broncho", "Domino", "Kay-Bee" e "101-Bison" controlados por Adam Kessel e Charles O. Baumann através de New York Motion Picture Company (1913-1914). "Novelty" era uma marca comum em uso por um número indeterminado de empresas por volta de 1915.

## Final
Em 1918, a Affiliated Distributor's Corporation adquiriu 51% da Mutual, e pouco depois foi constituída a Exhibitor's Mutual Distributing Company, que era praticamente uma descendente da Mutual e da Affiliated.
Com exceção dos filmes de Chaplin a maioria dos curta-metragens e dos filmes dramáticos da Mutual foi perdida, através do tempo e da decomposição. Após uma ausência de 53 anos, a MFC distribuiu um filme, "Tears of Happiness", em 1972.

## Filmografia seleta
- Treason (1918)
- Her Husband's Honor (1918)
- Who Loved Him Best? (1918)
- Her Second Husband (1917)
- American Maid (1917)
- Daughter of Maryland (1917)
- The Railroad Raiders (1917)
- The Girl from Rector's (1917)
- The Girl Who Can Cook (1917)
- Souls in Pawn (1917)
- The Serpent's Tooth (1917)
- Please Help Emily (1917)
- The Beautiful Adventure (1917)
- The Greater Woman (1917)
- Mary Moreland (1917)
- Queen X (1917)
- Rehabilitated (1917)
- Uncle Sam's Defenders (1916)
- Admirers Three (1916)
- His Uncle's Ward (1916)
- Grouchy (1916)
- When the Tide Turned (1916)
- His Guardian Angel (1916)
- Within the Lines (1916)
- The False Clue (1916)
- The Turn of the Wheel (1916)
- At Twelve O'Clock (1916)
- The Folly of Fear (1916)
- Father and Son (1916)
- Johnny's Romeo (1916)
- The Other Side of the Door (1916)
- Fighting the War (1916)
- The Deathlock (1915)
- Father and Son (1915)
- Sweet and Low (1914)
- The Life of General Villa (1914)
- The Cocoon and the Butterfly (1914)
- An Accidental Clue (1913)
- The Grand Military Parade (1913)